# Frente Nacional (Colômbia)
A Frente Nacional foi um pacto político entre os partidos Liberal e Conservador da Colômbia, com o objetivo de destituir o general Gustavo Rojas Pinilla, que desde o golpe de Estado em 1953 buscava se perpetuar no poder. Tal acordo vigorou entre os anos de 1958 a 1974. Por extensão, "Frente Nacional" refere-se também ao período histórico abrangido pelos referidos anos.
As principais características desse período foram a alternância da presidência durante quatro mandatos constitucionais (dezesseis anos) de governo de coalizão, a distribuição dos ministérios e da burocracia nos três poderes públicos (executivo, legislativo e judiciário). O candidato presidencial era escolhido por acordo bipartidário, e a distribuição igualitária dos assentos parlamentares permaneceu em vigor até 1968. O principal objetivo desse acordo político era a reorganização do país após o regime de Rojas Pinilla.
Rojas converteu-se num importante ativista político, tornando-se o líder da terceira maior força política do país. Este fato, juntamente com o desejo de acabar com o período conflituoso de La Violencia, gerado pela polarização bipartidária na Colômbia, uniu os dirigentes dos partidos liberais e conservadores, para buscar uma solução comum para os problemas. O liberal Alberto Lleras Camargo e o conservador Laureano Gómez assinaram o Pacto de Benidorm em 24 de julho de 1956, para dar início à Frente Nacional na qual os partidos se revezariam na presidência e dividiriam a burocracia governamental igualmente até 1974, ou seja, quatro mandatos presidenciais: dois liberais e dois conservadores.
A Frente Nacional marcou o fim da violência bipartidária que afligia a Colômbia e gerou a desmobilização das guerrillas liberales. No entanto, os problemas sociais, econômicos e políticos continuaram, o que levou ao início de um conflito armado no país.
A Frente Nacional era considerada uma democracia fechada, que duopolizava o poder e cargos públicos, impedindo a participação de outras forças políticas e sociais sem filiação conservadora e/ou liberal. Novos grupos guerrilheiros despontaram devido ao inconformismo e aos novos rumos ideológicos que se moviam na América Latina: em 1964 surgiram as Forças Armadas Revolucionárias da Colômbia (FARC-EP); em 1965, o Exército de Libertação Nacional (ELN); em 1967, o Exército Popular de Libertação (EPL) e, em 1973, o Movimento 19 de Abril (M-19).
| Presidentes durante a Frente Nacional | Presidentes durante a Frente Nacional | Presidentes durante a Frente Nacional |
| Período                               | Nome                                  | Partido                               |
| ------------------------------------- | ------------------------------------- | ------------------------------------- |
| 1958-1962                             | Alberto Lleras Camargo                | Liberal                               |
| 1962-1966                             | Guillermo León Valencia               | Conservador                           |
| 1966-1970                             | Carlos Lleras Restrepo                | Liberal                               |
| 1970-1974                             | Misael Pastrana Borrero               | Conservador                           |